# Ulmu (Transnistria)
Ulmu (en rumano: Ulmu; en ruso: Ульма; en ucraniano: Ульма) es una comuna y pueblo ubicado en la parcialmente reconocida República de Transnistria, dentro del distrito de Rîbnița, aunque de iure pertenece a Moldavia. 

## Geografía
Ulmu se encuentra a 5 km al este de Rîbnița.
La comuna se compone de tres pueblos: Ulmu, Lîsaia Gora (en ruso: Лысая Гора; en ucraniano: Лиса Гора) y Ulmul Mic (en ruso: Малая Ульма; en ucraniano: Мала Ульма).

## Historia
El pueblo fue fundado en 1925 como parte de la República Socialista Soviética Autónoma de Moldavia, y en la República Socialista Soviética de Moldavia en 1940 durante la Segunda Guerra Mundial. De 1941 a 1944, Ulmu fue administrada por el reino de Rumania como parte de la gobernación de Transnistria.

## Demografía
Según el censo de 2004, los ucranianos representaban el 74,74% de la población local; los rumanos son el 11,42%; y los rusos, el 11,12%.